# 乙米韦林
乙米韦林（INN：Emivirine；开发代号：MKC-442）是一种治疗HIV的实验性药物，但研发失败了。它是一种非核苷类逆转录酶抑制剂。虽然乙米韦林在体外显示积极的抗病毒活性，但在人体试验中未能显示出足够的功效。然而，它作为一个早期的概念证明仍然值得注意，它导致了许多相关抗病毒药物的发现。